# Josephine Conger-Kaneko
Josephine Conger-Kaneko (1874 - 19XX) foi uma jornalista e escritora americana. Ela é mais lembrada como editora das revistas The Socialist Woman e Home Life.